# Junípero Serra
Junípero Serra, al secolo Miguel José Serra Ferrer (Petra, 24 novembre 1713 – Monterey, 28 agosto 1784), è stato un missionario spagnolo dell'Ordine dei frati minori, fondatore di diverse missioni nell'Alta California. 
Beatificato nel 1988, è stato proclamato santo da papa Francesco nel 2015.  

## Biografia
Nato con il nome di Miguel José Serra Ferrer a Petra, sull'isola di Maiorca, il 24 novembre 1713 prese in nome di Junípero, in onore di frate Ginepro, uno dei primi discepoli di san Francesco d'Assisi. Il 14 settembre 1730 entrò nell'ordine dei frati minori. Per la sua predisposizione allo studio fu nominato lettore di filosofia prima di essere ordinato sacerdote. Successivamente ricevette il dottorato in teologia presso la Real y Pontificia Universidad Luliana y Literaria de Mallorca di Palma di Maiorca, dove occupò la cattedra di filosofia al Collegio di san Ferdinando. Insieme al suo amico e confratello Francisco Palou, s'imbarcò il 13 aprile 1749 a Malaga e poi a Cadice, dopo che i ritardi logistici e burocratici li avevano fatti attendere otto mesi prima del viaggio. Raggiunse il Collegio missionario di San Fernando in Messico in quello stesso anno.
Quell'anno viaggiò per il Nord America, in un primo tempo a Città del Messico, nella cui università insegnò teologia. Mentre viaggiava a cavallo di un mulo da Veracruz alla capitale, si ferì a una gamba in modo così serio da soffrirne per il resto della sua vita, anche se continuò a viaggiare a piedi tutte le volte che questo era possibile. Chiese di essere inviato alla missione di Sierra Gorda nel nord dell'attuale Messico, dove rimase per circa nove anni. Qui imparò la lingua degli indigeni e tradusse il catechismo. Richiamato a Città del Messico, divenne famoso come fervente predicatore. Il suo zelo lo indusse a essere molto severo nell'assegnare penitenze ai peccatori, e anche a sé stesso impose mortificazioni corporali come il cilicio.
Nel 1767 fu nominato superiore di un gruppo di 15 missionari francescani, inviato nelle missioni indiane della Bassa California. I francescani rilevarono l'amministrazione delle missioni cattoliche dei gesuiti della costa californiana, dopo che questi erano stati banditi per ordine di Carlo III di Spagna, che li aveva espulsi dalla Nuova Spagna il 3 febbraio 1768. Padre Serra assunse il ruolo di Presidente delle missioni francescane della California. Il 12 marzo 1768 s'imbarcò dal porto di San Blas sull'Oceano Pacifico, diretto verso la California. Agli inizi del 1769, accompagnò il governatore Gaspar de Portolá nella sua spedizione in Nuova California. Lungo la strada fondò la missione di San Fernando re di Spagna (l'unica missione francescana in tutta la Bassa California). Quando la spedizione giunse a San Diego il 1º luglio, Serra si fermò per fondare la missione di San Diego de Alcalá, la prima delle ventuno missioni di California, destinate alla conversione dei nativi americani fino alle lontane coste di Sonoma nel nord. Quando giunse a Monterey fondò la missione di San Carlo Borromeo, dove rimase come padre presidente dei francescani. Nel 1771 si trasferì alla missione San Carlos Borromeo de Carmelo nell'Alta California, dove fu posta la sede centrale. Sotto la sua presidenza vennero fondate le missioni di Sant'Antonio di Padova, dell'Arcangelo Gabriele, di San Luis Obispo, di San Giovanni da Capistrano, di San Francesco d'Assisi, di Santa Chiara e di San Bonaventura. Serra presenziò anche alla fondazione del presidio di Santa Barbara, il 21 aprile 1782, ma non poté fondarvi una nuova missione a causa dell'ostilità del governatore Felipe de Neve.
Nel 1773 alcune difficoltà con Pedro Fages, il comandante militare, lo obbligarono a tornare a Città del Messico, per conferire con il viceré Antonio María de Bucareli y Ursúa e chiedere la rimozione di Fages dall'incarico di governatore. Il viceré diede ragione a Serra e rimosse il governatore nel 1774, dopodiché Serra fece ritorno in California. Nel 1778 Serra fu autorizzato a impartire il sacramento della cresima ai fedeli di tutta la California. Dopo che ebbe esercitato questo privilegio per un anno, il governatore Felipe de Neve gli ingiunse di sospendere l'amministrazione del sacramento fino al ricevimento della bolla papale. Per circa due anni Serra si astenne dal somministrare la cresima, finché il viceré Mayorga gli restituì il diritto di amministrare il sacramento. Durante gli ultimi tre anni di vita visitò ancora le missioni fra San Diego e San Francisco, viaggiando per oltre 900 chilometri per cresimare tutti coloro i quali erano stati battezzati. Soffrì moltissimo per le condizioni di salute, sopportando il dolore senza ricorrere ad alcuna cura. Cresimò 5309 battezzati che, a parte qualche rara eccezione, erano indiani convertiti al cattolicesimo dal 1770 fino ad allora.
Il 28 agosto 1784, all'età di 70 anni, padre Junipero Serra morì nella missione di San Carlos Borromeo de Carmelo probabilmente a causa di tubercolosi e venne tumulato sotto il pavimento della chiesa. Gli succedette quale leader della missione evangelizzatrice nell'Alta California Fermín Lasuén.

## Controversie
Quando nel 1985 la Chiesa Cattolica dichiarò servo di Dio Serra, l'atto venne contestato dai rappresentanti Nativi americani della California e da gruppi come la Conferenza Tekakwitha e la American Indian Historical Society. Serra venne contestato per alcuni presunti episodi storici: aver requisito terre di proprietà dalle tribù pellerossa, aver ridotto virtualmente in schiavitù i nativi americani, aver soppresso le loro tradizioni e averli convertiti forzatamente al cattolicesimo.
Nei documentari Indian Country Diaries, realizzati nel 2006 da nativi americani, si afferma che, per le popolazioni indigene dell'Alta California, le missioni non sarebbero state altro che campi di lavoro forzato e sarebbero state inoltre il fattore più significativo di un processo di colonizzazione trasformatosi in genocidio. Non sono mancate sull'argomento polemiche di segno opposto.
Tra il 1769 e il 1821, la popolazione indiana scese da 300 000 a 200 000 abitanti. L'aspettativa di vita nelle missioni era intorno ai dieci anni. La maggior parte delle morti furono causate però da malattie come la sifilide, il vaiolo, il morbillo e l'influenza, involontariamente introdotte dagli spagnoli e alle quali la popolazione nativa aveva una bassa resistenza.
Come spiegato nella sua biografia ufficiale, Junípero Serra trovò la sua "identità primaria nel cercare di diffondere il vangelo tra i popoli indigeni del Nord America". Alle accuse dell'uso della forza nelle missioni, del lavoro in condizioni di schiavitù e di punizioni gravi, soprattutto per chi si allontanava, viene obiettato che padre Junipero si oppose a una colonizzazione senza scrupoli da parte degli spagnoli e, contrariamente a quanto era abituale da parte dei militari, non impose la lingua spagnola, non interferì nella gestione dei guadagni derivanti dall'agricoltura e dall'allevamento, consentì che i nativi si allontanassero dalle missioni per scambi commerciali con le altre tribù e cercò sempre di chiedere la mitigazione delle pene quando veniva violata la legge instaurata dagli spagnoli.
Più in generale, si ritiene che i frati minori guidati da padre Junipero, oltre a portare il Vangelo, avrebbero insegnato ai nativi - fermi ancora alla cultura della caccia e della raccolta - l'agricoltura e l'allevamento del bestiame, educandoli anche all'arte e alla musica, per creare condizioni di vita più dignitose.

## Culto

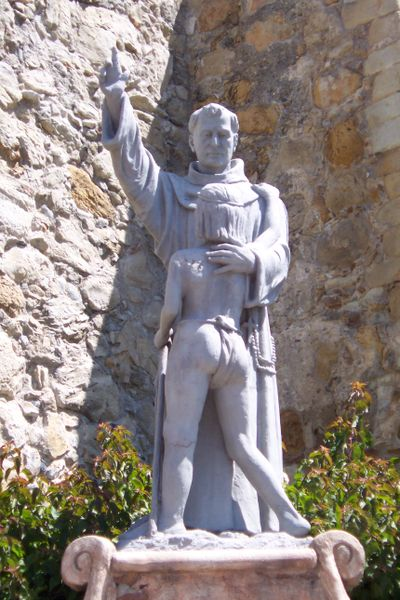
Una statua di padre Junípero Serra con un ragazzo indiano, scultura di Tole van Rensalaar. L'opera venne commissionata nel 1914 da padre St. John O'Sullivan per simboleggiare l'incontro fra le due culture.

Serra fu beatificato da papa Giovanni Paolo II il 25 settembre 1988, e canonizzato il 23 settembre 2015 da papa Francesco. Alcuni gruppi di nativi americani protestarono, affermando che le missioni avevano gravemente nuociuto al loro popolo.
La cappella della missione di San Juan de Capistrano, costruita nel 1782, è considerata l'edificio più antico esistente in California. Conosciuta come Chiesa di padre Serra, è l'unica chiesa rimasta fra quelle in cui padre Serra aveva officiato (qui presiedette alla cresima di 213 persone fra il 12 e il 13 ottobre 1783). Una statua di bronzo gli è stata dedicata nel parco del Golden Gate a San Francisco ed è stata abbattuta dai manifestanti di Black Lives Matters il 20 giugno 2020.